# アルベルト・デル・モラル
アルベルト・デル・モラル・サエリセス（Alberto del Moral Saelices、2000年7月20日 - ）は、スペイン・カスティーリャ＝ラ・マンチャ州ビジャカニャス出身のサッカー選手。レアル・オビエド所属。ポジションはミッドフィールダー。

## クラブ経歴
カスティーリャ＝ラ・マンチャ州のビジャカニャスに生まれ、コルドバCFで育成され、2020年10月18日、セグンダ・ディビシオンBのCFロルカ・デポルティーバ戦にてトップチームデビューを果たした。
2021年6月14日、セグンダBに所属していたビジャレアルCF Bに移籍し、3年契約を結んだ。
2022年10月30日、プリメーラ・ディビシオンのアスレティック・ビルバオ戦にてビジャレアルでのトップチームデビューを飾った。
2024年7月8日、レアル・オビエドに3年契約で移籍した。